# Kanton Thurgau
Koordinaten: 47° 35′ N, 9° 2′ O; CH1903: 719623 / 272135
Der Thurgau (schweizerdeutsch Tùùrgi, Tùùrgau, französisch Thurgovie, italienisch Turgovia, rätoromanisch Turgoviaⓘ, lateinisch Thurgovia) ist ein deutschsprachiger Kanton im Nordosten der Schweiz. Der Hauptort ist Frauenfeld.

## Geographie
Der Kanton grenzt im Norden an das deutsche Land Baden-Württemberg, den Kanton Schaffhausen und den Bodensee. Im Süden ist in der Nähe des Hörnli und des Chlihörnli der Grenzpunkt mit den Kantonen St. Gallen und Zürich. Der dort auf knapp 991 Meter gelegene Dreiländerstein bildet den südlichsten Punkt des Kantons Thurgau. Der höchste Punkt des Kantons Thurgau liegt mit 991,1 Meter minimal höher an der Flanke des Berges Hohgrat.
Der Hauptort und Sitz des Regierungsrates sowie des Obergerichts ist Frauenfeld. Der Grosse Rat tagt im Sommer in Frauenfeld, im Winter in Weinfelden. Der Kanton Thurgau hat seinen Namen vom Fluss Thur, der ihn von Südosten nach Nordwesten durchquert und weiter westlich im Zürcher Bezirk Andelfingen in den Rhein mündet.
Geläufige Landschaftsbezeichnungen sind «Oberthurgau» im Osten (Arbon und Bischofszell), «Mittelthurgau» um Weinfelden, «Unterthurgau» um Frauenfeld, «Hinterthurgau» im Süden (um Münchwilen) und «Seerücken» (in Richtung West-Ost verlaufender Hügelzug im Norden des Kantons); hinzu treten die Ufer am Bodensee und am Untersee.
Im Kanton werden 61,0 Prozent der Gesamtfläche als landwirtschaftliche Flächen genutzt.
In der angegebenen Kantonsfläche von 994 km² ist eine Fläche von 115 km² im Obersee des Bodensees enthalten, wobei es in diesem Seebecken außerhalb des Konstanzer Trichters keine international anerkannte Grenzziehung zwischen der Schweiz und Deutschland gibt (siehe: Territoriale Zugehörigkeit im Bodensee).
ThurGIS ist die offizielle Geoinformationsplattform des Kantons Thurgau zur Darstellung von Geodaten der kantonalen Verwaltung über das Internet.

## Bevölkerung

### Sprachen
Die im Thurgau gesprochenen deutschen Mundarten gehören dem Hochalemannischen und innerhalb dessen dem Ostschweizer Dialekt an.

### Demografie
Der Thurgau gehört zu den Kantonen mit dem höchsten Bevölkerungswachstum, mit einer Zunahme von 24 Prozent zwischen 2000 und 2020. Das Wachstum hat sich seit 2018 beschleunigt; es betrug 2023 kantonsweit 1,4 % (Schweiz: 0,9 %), in 21 Gemeinden, darunter die Stadt Weinfelden, über 2 % und in 3 Gemeinden gar über 4 %.
Der Kanton erwartet darum in den kommenden Jahren den schweizweit stärksten Anstieg der Schülerzahlen, weshalb bei angespannter Finanzlage die Schulanlagen massiv ausgebaut werden müssen.
Der Kanton zählte am 31. Dezember 2023 eine Ständige Wohnbevölkerung von 292'951 Einwohnern.
Die Geschlechterverteilung ist mit 147'791 Männern sowie 145'160 Frauen ausgeglichen.
125'860 sind ledig, 127'593 verheiratet, 12'992 verwitwet, 26'165 geschieden sowie 341 in eingetragener oder in gerichtlich aufgelöster Partnerschaft.
Schweizer Bürger sind 215'383, Staatsangehörige anderer Länder sind 77'568. Von den direkten Nachbarländern stammen aus Deutschland 25'915, Italien 10'115 und Österreich 2'093. Weitere wichtige Herkunftsländer sind: Portugal 4'575, Kosovo 2'928, Polen 2'949, Türkei 2'462, Ungarn 2'473 und Slowakei 1'899. Aus anderen Staaten stammen 15'160 Einwohner.

### Religion
Die reformierte Bevölkerung gehört der Evangelischen Landeskirche des Kantons Thurgau an, die katholische kirchenrechtlich dem Bistum Basel und staatskirchenrechtlich der Katholischen Landeskirche des Kantons Thurgau.
Seit Jahren sind die Mitgliederzahlen der Landeskirchen rückläufig. Der Anteil der Bevölkerung, der einer der beiden Landeskirchen angehört, ging allein zwischen 2015 und 2021 von 68 % auf 60 % zurück. Geschrumpft ist vor allem der Anteil der evangelischen Bevölkerung.
Mit 34,4 % lag Ende 2017 der Anteil der Personen, die keiner Landeskirche zugehören, erstmals höher als jener der evangelischen (33,9 %) oder der katholischen Bevölkerung (31,7 %). Sechs Jahre später – Ende 2023 – gehörten 44,4 % keiner Landeskirche an, 28,2 % der evangelischen und 27,4 % der katholischen Kirche.
Seit der Volkszählung 2000 liegen keine Mitgliederzahlen zu weiteren Religionsgemeinschaften (neben den beiden Landeskirchen) für die Gesamtbevölkerung des Kanton Thurgaus mehr vor. Jedoch führt das Bundesamt für Statistik Stichprobenerhebungen durch, bei denen auch andere Religionsgemeinschaften im Kanton erfasst werden. In der Stichprobenerhebung von 2017 gaben 14,2 % der Befragten ab 15 Jahren im Kanton Thurgau an, Mitglied einer religiösen Gemeinschaft ausserhalb der Landeskirchen zu sein: 6,6 % gehörten anderen christlichen Kirchen an (darunter Freikirchen und orthodoxe Kirchen), 6,5 % bekannten sich zum Islam und weitere 1,1 % waren Anhänger anderer Religionen.
| Religion                     | Total der Befragten | Schweizer Staats- angehörigkeit | Schweizer ohne Migrations- hintergrund | Schweizer mit Migrations- hintergrund | Ausländische Staats- angehörigkeit |
| ---------------------------- | ------------------- | ------------------------------- | -------------------------------------- | ------------------------------------- | ---------------------------------- |
| Christentum                  | 70,1                | 76,3                            | 79,7                                   | 58,3                                  | 51,0                               |
| – Evangelische Landeskirche  | 32,3                | 40,5                            | 45,4                                   | 14,0                                  | 07,5                               |
| – römisch-katholische Kirche | 31,2                | 29,5                            | 28,9                                   | 33,2                                  | 36,2                               |
| – andere christliche Kirchen | 06,6                | 06,3                            | 05,4                                   | 11,1                                  | 07,3                               |
| andere Religion              | 07,6                | 03,3                            | 00,4                                   | 17,8                                  | 20,4                               |
| – Islam                      | 06,5                | 02,4                            | 00,1                                   | 14,8                                  | 19,0                               |
| – sonstige Religionen        | 01,1                | 00,9                            | 00,3                                   | 03,0                                  | 01,4                               |
| konfessionslos               | 21,5                | 19,6                            | 19,0                                   | 22,6                                  | 27,3                               |
| keine Angabe/übrige          | 00,8                | 00,8                            | 00,9                                   | 01,3                                  | 01,3                               |

Als ehemalige Gemeine Herrschaft (gemeinsames Untertanengebiet mehrerer eidgenössischer Orte) ist der Thurgau konfessionell nicht einheitlich. Nach dem Ersten und dem Zweiten Kappeler Krieg wegen der Reformation in Zürich wurde auf der von den katholischen Ständen dominierten Tagsatzung im Zweiten Kappeler Landfrieden von 1531 festgehalten, dass die neugeschaffenen religiösen Zustände geschützt sein sollten, dass aber auf Wunsch von drei Gläubigen in einer Kirchgemeinde die katholischen Gottesdienste wieder eingeführt werden müssten und die Pfrundgüter gemeinsam verwaltet werden sollten. Im Weiteren wurde meist das Territorialitätsprinzip angewandt, die Grundherren (der Thurgau war in rund 130 lokale Herrschaften aufgeteilt) konnten die Religion der Untertanen massgeblich beeinflussen, sich aber nicht immer durchsetzen.
Es bildeten sich auch viele paritätische Kirchgemeinden, in denen die Kirchen von beiden Konfessionen gemeinsam genutzt wurden; dabei ging es allerdings nicht immer friedlich zu. Als erste reformierte Kirche, die im Thurgau errichtet wurde, gilt die 1617/18 unter dem Patronat (Kollatur) des Frauenklosters Münsterlingen erbaute Kirche von Scherzingen. Mit dem Vierten Landfrieden von 1712 wurden die Reformierten der katholischen Konfession gleichgestellt. Die gemeinsamen Pfrundgüter, aber auch vielerorts die Friedhöfe, wurden nach der Proportion der Konfessionen aufgeteilt. Manche reformierten Kirchgemeinden, so zum Beispiel Schönholzerswilen (1714), Roggwil (1746) und Erlen (1764), konnten im 18. Jahrhundert neue Kirchen errichten, was ihnen vor 1712 verwehrt war. Bis 1798 kam es oft vor, dass katholische Kollatoren in den reformierten Kirchgemeinden die sogenannten Prädikanten (Pfarrer) bestimmten. Mit der Aufhebung vieler geistlicher Stifte und des Bistums Konstanz fielen diese Kollaturrechte an den Kanton Thurgau, der sie nach 1820 an die einzelnen Kirchgemeinden vergab.

## Verfassung und Politik
Seit der Regenerationsverfassung, die am 1. Juni 1831 in Kraft trat, beginnt das thurgauische Amtsjahr an diesem Tag. Die gegenwärtige Verfassung datiert vom 16. März 1987. Sie bildet die Grundlage für die Behördenorganisation, die Volksrechte und die Erfüllung der Staatsaufgaben.
Zu den öffentlichen Aufgaben gehören die Gewährleistung der öffentlichen Ordnung und Sicherheit, die Förderung der sozialen Sicherheit, die Beaufsichtigung und Koordination des Gesundheitswesens, die Sicherstellung einer ausreichenden medizinischen Versorgung und einer genügenden Bildung im obligatorischen Schulbereich, die Bereitstellung eines leistungsfähigen und vielseitigen öffentlichen Schulangebots (Kindergärten, Volksschulen, Berufsschulen, Mittelschulen), die Förderung des kulturellen Schaffens, der Umweltschutz, das Bauwesen und die Raumplanung, die Förderung des öffentlichen Verkehrs sowie die Versorgung der Bevölkerung mit Energie und Wasser.

### Legislative
- Grüne: 13
- SP: 18
- GLP: 6
- EVP: 6
- Mitte: 21
- FDP: 17
- Aufrecht: 1
- SVP: 42
- EDU: 6

Gesetzgebendes Organ (Legislative) ist der Grosse Rat, der 130 Mitglieder zählt und gemäss Verhältniswahlrecht vom Volk auf vier Jahre gewählt wird.
Parteiensystem:
Die Mitte, die Freisinnig-demokratische Partei (FDP), die Schweizerische Volkspartei (SVP) und die Sozialdemokratische Partei (SP) sind in der Exekutive (Regierungsrat) vertreten. Im Parlament sind überdies die Grünen, die Grünliberale Partei (GLP), die Evangelische Volkspartei (EVP) und die Eidgenössisch-Demokratische Union (EDU) repräsentiert.
Das Volk ist über die Wahlen hinaus direkt an der Gesetzgebung beteiligt, indem Verfassungsänderungen dem obligatorischen und Gesetzesänderungen dem fakultativen Referendum (von mindestens 3000 Stimmberechtigten innert dreier Monate verlangt) unterliegen, ferner besteht für höhere Staatsausgaben ein Finanzreferendum. Das Volk hat sodann das Recht der Verfassungs- und Gesetzesinitiative (von mindestens 4'000 Stimmberechtigten verlangt), und es kann (mit mindestens 20'000 Unterschriften) die Abberufung des Grossen Rats vor Ablauf der ordentlichen Amtszeit verlangen, worüber jeweils eine Volksabstimmung anzuordnen ist.
|  | Partei                                      | 2000 | 2004 | 2008 | 2012 | 2016 | 2020 | 2024 |
|  | ------------------------------------------- | ---- | ---- | ---- | ---- | ---- | ---- | ---- |
|  | Schweizerische Volkspartei (SVP)            | 42   | 47   | 51   | 41   | 44   | 45   | 42   |
|  | Die Mitte a                                 | 27   | 22   | 22   | 21   | 20   | 18   | 21   |
|  | Sozialdemokratische Partei der Schweiz (SP) | 22   | 23   | 17   | 19   | 17   | 14   | 18   |
|  | FDP.Die Liberalen (FDP)                     | 24   | 20   | 18   | 18   | 20   | 18   | 17   |
|  | Grüne Partei der Schweiz (GPS)              | 08   | 13   | 11   | 09   | 09   | 15   | 13   |
|  | Grünliberale Partei (GLP)                   | 0–   | 0–   | 02   | 06   | 07   | 09   | 06   |
|  | Evangelische Volkspartei (EVP)              | 05   | 04   | 06   | 05   | 05   | 06   | 06   |
|  | Eidgenössisch-Demokratische Union (EDU)     | 01   | 01   | 03   | 06   | 05   | 05   | 06   |
|  | Aufrecht                                    | 0–   | 0–   | 0–   | 0–   | 0–   | 0–   | 01   |
|  | Bürgerlich-Demokratische Partei (BDP)       | 0–   | 0–   | 0–   | 05   | 03   | 0–   | 0–   |

### Exekutive
Ausführendes Organ (Exekutive) ist der Regierungsrat, der aus fünf Mitgliedern besteht und vom Volk gemäss Mehrheitswahlrecht für vier Jahre gewählt wird.
Das Volk kann (wenn von mindestens 20'000 Stimmberechtigten verlangt) die vorzeitige Abberufung der Regierungsrates beantragen, über die dann eine Volksabstimmung angeordnet werden muss.
Der Regierungsrat setzt sich seit 2024 wie folgt zusammen:
| Regierungsrat                 | Partei    | Departement                                 |
| ----------------------------- | --------- | ------------------------------------------- |
| Denise Neuweiler              | SVP       | Departement für Erziehung und Kultur        |
| Dominik Diezi, Vizepräsident  | Die Mitte | Departement für Bau und Umwelt              |
| Sonja Wiesmann (†)            | SP        | Departement für Justiz und Sicherheit       |
| Urs Martin                    | SVP       | Departement für Finanzen und Soziales       |
| Walter Schönholzer, Präsident | FDP       | Departement für Inneres und Volkswirtschaft |

Die Staatskanzlei führt Staatsschreiber Paul Roth (seit 1. Juni 2020).

### Judikative
Richterliche Behörden sind auf kantonaler Ebene das Obergericht, das Verwaltungsgericht und das Zwangsmassnahmengericht.
Auf Bezirksebene gibt es fünf erstinstanzliche Bezirksgerichte sowie Friedensrichterämter.

### Bezirke und Gemeinden
Bis Ende 2010 war der Kanton Thurgau in acht Bezirke organisiert; im Zuge der Bezirks- und Justizreform wurde die Zahl auf fünf reduziert (siehe auch Bezirke des Kantons Thurgau). Die Bezirke fungieren als Gerichts- und Wahlkreise. Die Zivilstandsämter sowie die Kindes- und Erwachsenenschutzbehörden sind ebenfalls bezirksmässig organisiert.
| Bezirk      | Einwohner (31. Dezember 2023) | Fläche in km² | Hauptort    | Anzahl Gemeinden |
| ----------- | ----------------------------- | ------------- | ----------- | ---------------- |
| Arbon       | 60'993                        | 089.07        | Arbon       | 12               |
| Frauenfeld  | 72'549                        | 279.63        | Frauenfeld  | 23               |
| Kreuzlingen | 52'190                        | 129.17        | Kreuzlingen | 14               |
| Münchwilen  | 50'099                        | 138.19        | Münchwilen  | 13               |
| Weinfelden  | 59'389                        | 227.08        | Weinfelden  | 18               |
| Total (5)   | 295'2200                      | 994.33        | Frauenfeld  |                  |

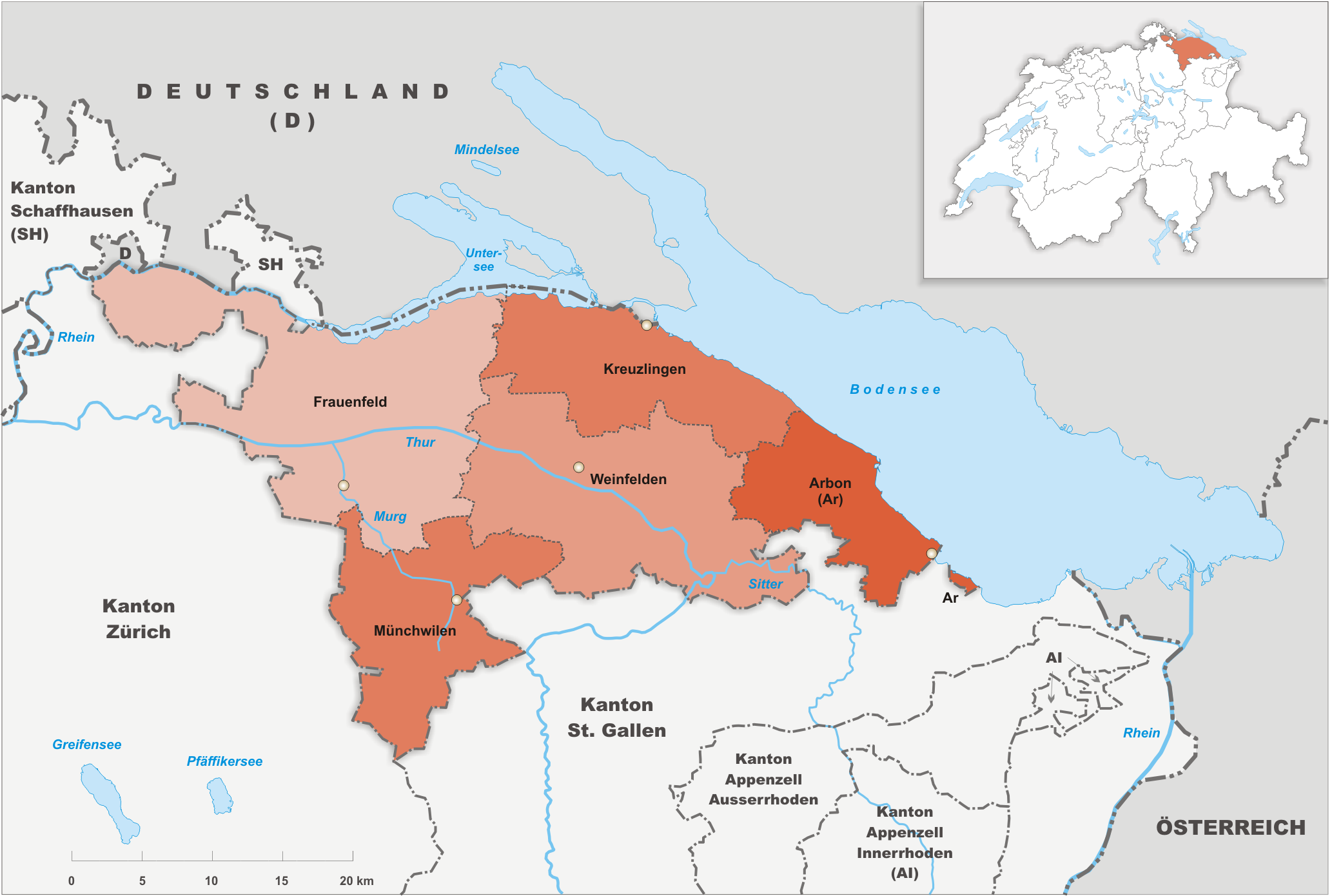
Bezirke des Kantons Thurgau

Organe der örtlichen Selbstverwaltung sind die politischen Gemeinden. Der frühere sogenannte Gemeindedualismus, der durch ein Nebeneinander von Orts- und Munizipalgemeinden charakterisiert war und aus napoleonischer Zeit stammte, wurde durch die neue Verfassung von 1987 abgeschafft. Weiterhin bestehen aber auch öffentlich-rechtlich anerkannte Schul- und Bürgergemeinden sowie die evangelisch-reformierten und die römisch-katholischen Kirchgemeinden.

### Vertretung auf Bundesebene
Der Kanton Thurgau hat sechs Sitze im Nationalrat und zwei im Ständerat.

## Wirtschaft
2022 betrug das Bruttoinlandsprodukt (BIP) 20,3 Milliarden Schweizer Franken (Platz 15 unter den 26 Kantonen). Mit einem BIP pro Kopf von 70'504 Franken (2022) belegte der Kanton Platz 20. 

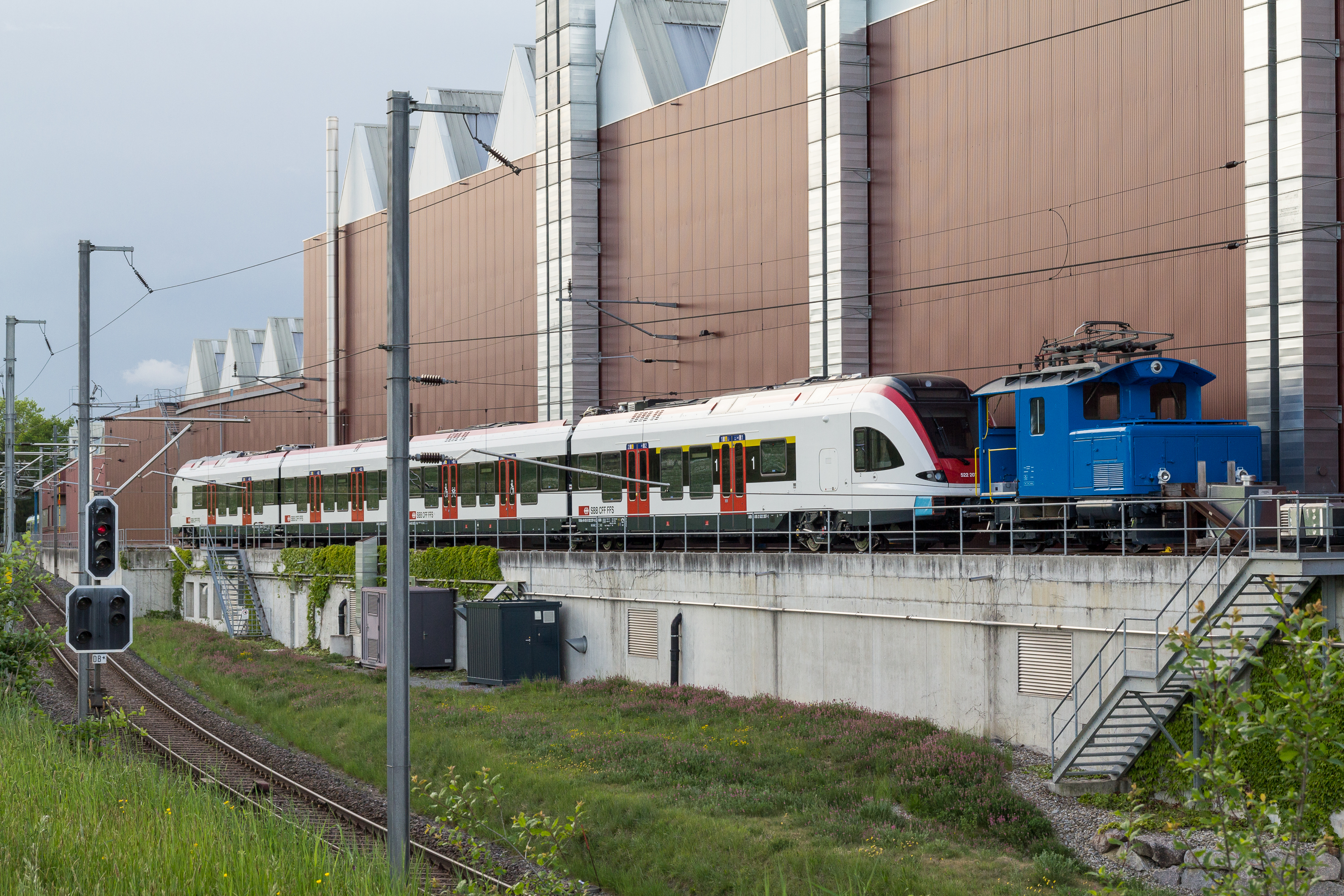
Stadler Rail in Bussnang

Das Rückgrat der Thurgauer Volkswirtschaft bildet eine Vielzahl kleiner und mittlerer Unternehmen. Eine grosse Bedeutung hat das verarbeitende Gewerbe, darunter insbesondere die Metallindustrie und der Maschinenbau. Weitere bedeutende Branchen sind die Nahrungs- und Genussmittelindustrie, die Elektronikindustrie sowie das Segment der Kunststoffwaren. Eigentliche Wachstumsbranchen sind der Fahrzeugbau sowie das Verlags- und (Tele)-Kommunikationswesen.
Ende Dezember 2011 arbeiteten im Kanton Thurgau rund 130'000 Beschäftigte in rund 20'000 Arbeitsstätten. Die Beschäftigung verteilt sich wie folgt auf die drei Wirtschaftssektoren: Land- und Forstwirtschaft 5,9 Prozent; Industrie und Bau 36,6 Prozent; Dienstleistungen 57,5 Prozent.

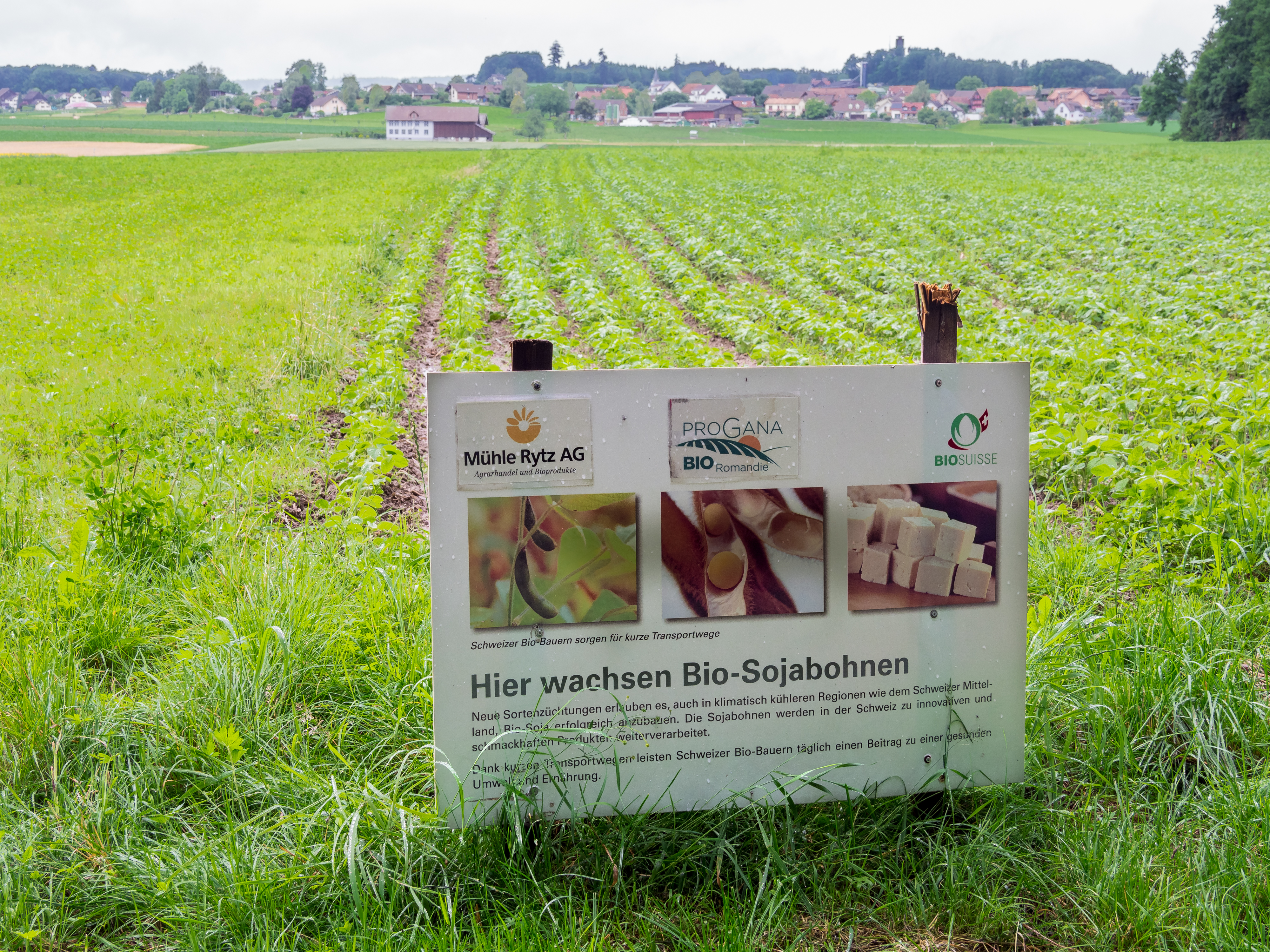
Bio-Sojabohnen bei Wäldi

Der langfristige Trend der Beschäftigungsverlagerung vom agrarischen und vom industriellen in den Dienstleistungssektor hält nach wie vor an. Trotz der Abnahme von Arbeitsplätzen im primären Sektor um gut 2 Prozent in den Jahren 2005 bis 2008 liegt dessen Anteil an der Gesamtbeschäftigung im Thurgau mit 6,5 Prozent immer noch über dem gesamtschweizerischen Durchschnitt von 3,3 Prozent. Ähnlich verhält es sich im industriell-gewerblichen Sektor, dessen Beschäftigungsanteil ebenfalls deutlich über dem gesamtschweizerischen Mittel von 28,5 Prozent liegt (Thurgau: 39,5 Prozent). Hingegen haben fast alle Dienstleistungsbranchen im Thurgau ein geringeres Gewicht als in der Gesamtschweiz und dies, obwohl die Beschäftigung im Dienstleistungssektor zwischen 2005 und 2008 um rund 10 Prozent gewachsen ist. Die Wachstumstreiber im dritten Sektor waren das Gesundheits- und Sozialwesen sowie der Detailhandel.
Im Jahr 2013 wurde knapp ein Drittel (29,4 Prozent) aller Thurgauer Exporte in Deutschland abgesetzt. Mit Abstand folgen Italien (9,8 Prozent) sowie Frankreich (6,6 Prozent) und Österreich (5,5 Prozent). Insgesamt gingen im Jahr 2013 73,3 Prozent des Ausfuhrvolumens in die Europäische Union. Ausserhalb der Europäischen Union waren die Vereinigten Staaten (5,1 Prozent) und asiatische Transformations- (3,3 Prozent) und Schwellenländer (2,8 Prozent) wichtige Handelsstaaten.
Die Regionen Thurgau ist Teil der Interregio Alpenrhein-Bodensee-Hochrhein. Dem Interreg-IV-Programm Alpenrhein-Bodensee-Hochrhein standen für die Förderperiode 2007 bis 2013 insgesamt 23.871.170,00 € an Fördermitteln aus dem Europäischen Fonds für regionale Entwicklung (EFRE) zur Verfügung. Auf Schweizer Seite betrug das Budget an Fördermitteln 7.745.000,00 €, tatsächlich ausbezahlt wurden rund 7.200.000,00 €, d. h. also ca. 93 % des zur Verfügung stehenden Gesamtbetrages. Auch der Standort Thurgau wurde damit gefördert.

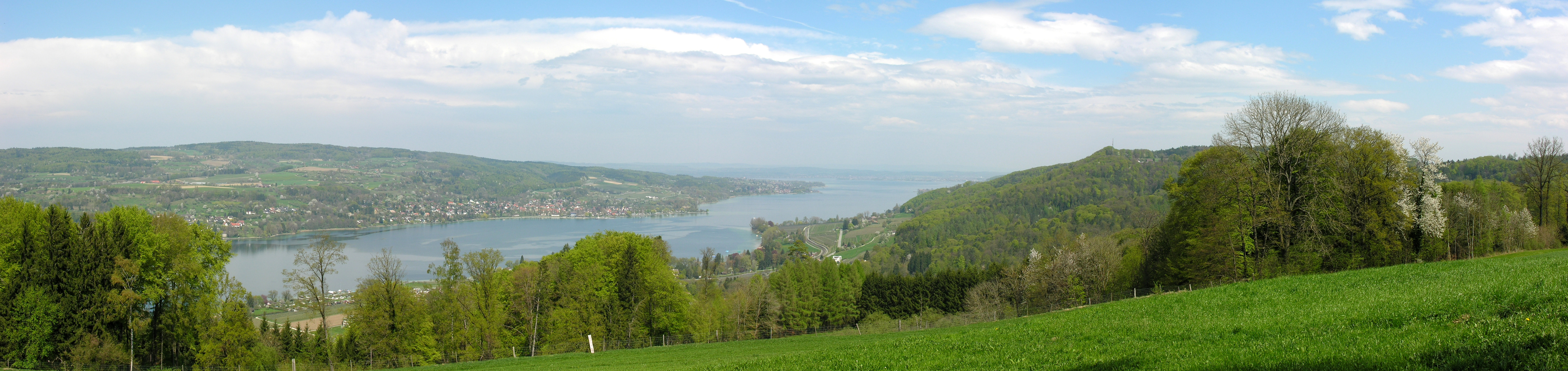
Bei Eschenz mit Blick zum deutschen Ufer am Untersee. Bodensee und Rhein bilden grösstenteils die nördliche Grenze des Kantons.

### Tourismus

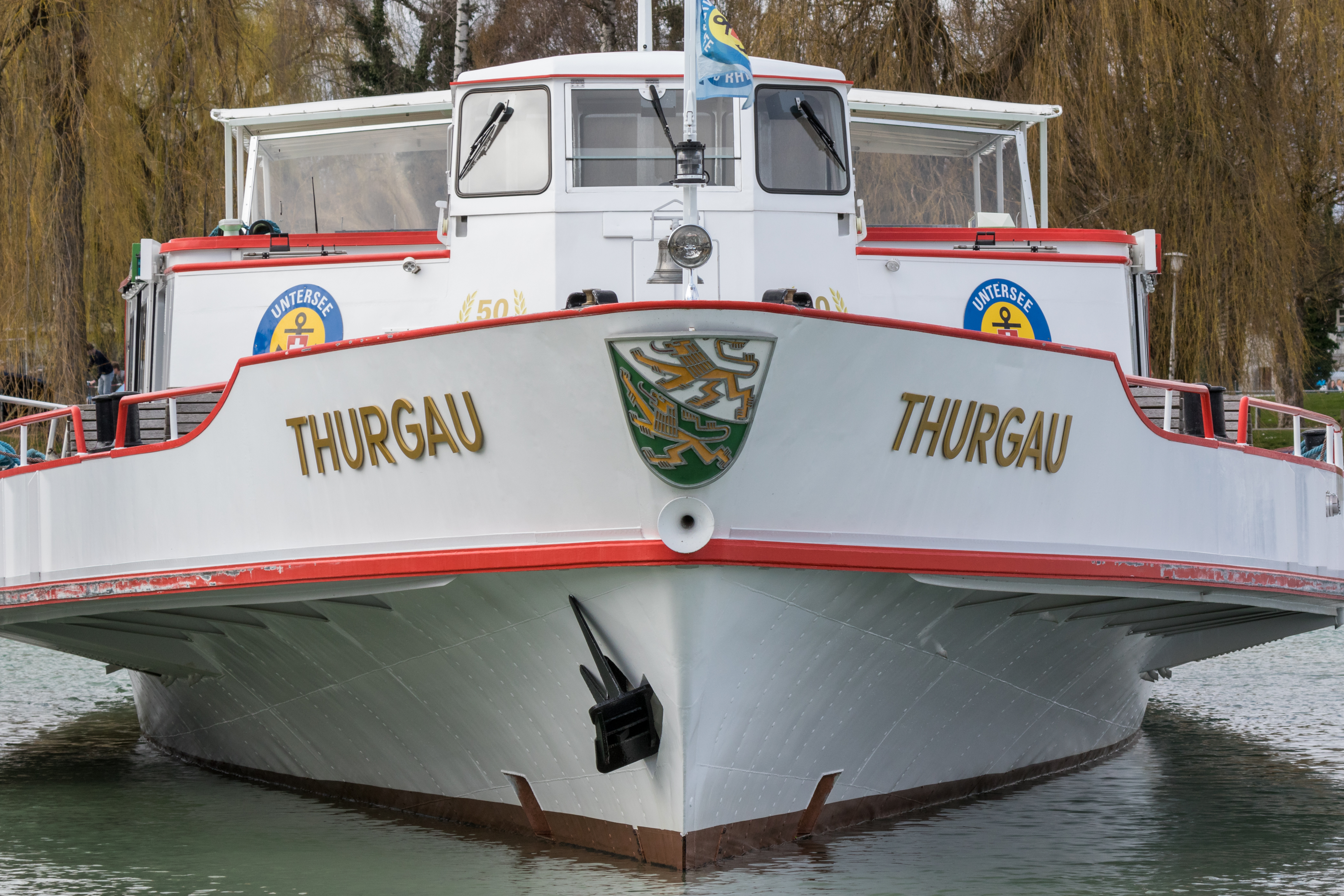
URh-Schiff «Thurgau»

Der Kanton verfügt über etwa 900 Kilometer beschilderter Radwege auf Nebenstrassen und landwirtschaftlichen Nutzwegen, 1000 Kilometer Wanderwege und 150 Kilometer Inlineskate-Routen. An den 72 Kilometern Uferlinie des Bodensees, 220 Weihern und Kleinseen sowie 1600 Kilometern Flüsse und Bäche finden sich diverse öffentlich zugängliche natürliche Badeplätze sowie traditionelle Badeanstalten.
Im Jahr 2022 wurden rund 392'500 Logiernächte registriert. Die ausländischen Gäste kommen überwiegend aus Deutschland in den Thurgau.

Ein wichtiges Standbein bildet der Seminar- und Tagungstourismus. Seminarland Thurgau, eine Arbeitsgemeinschaft verschiedener Tagungs- und Seminarhotels sowie Ausbildungszentren, die den Seminar- und Tagungstourismus im Thurgau förderte, ging 2021, zusammen mit den St. Galler Angeboten, in Seminarland Ostschweiz auf.

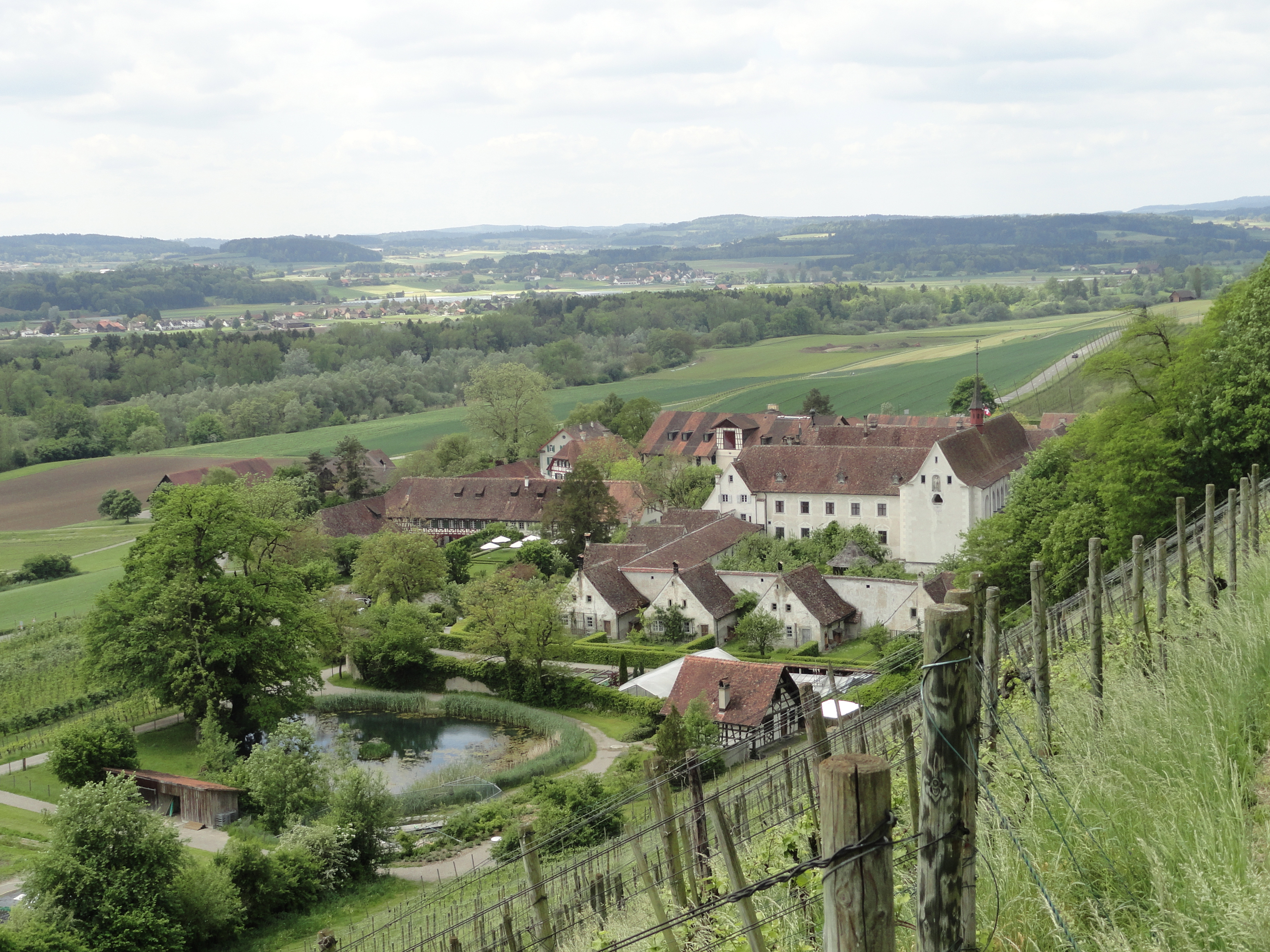
Kartause Ittingen

Von Interesse sind weiter die Schlösser am Bodensee und kulturhistorisch bedeutsame Klöster. Diverse Museen können besucht werden.
In Zusammenarbeit mit den touristischen Leistungsträgern übernimmt Thurgau Tourismus als Destinationsmanagementorganisation (DMO) sowie als Gesellschafter der Internationalen Bodensee Tourismus GmbH (IBT GmbH) die touristische Vermarktung dieser Region.

### Verkehr
Der Kanton Thurgau liegt zwischen Zürich, St. Gallen und dem Bodensee.
Die Nähe zur Schweizer Wirtschaftsmetropole Zürich und zum Flughafen Zürich (30 Minuten ab Frauenfeld) sichern die schnelle Verbindung zu nationalen und internationalen Zielen. Ebenfalls in Reichweite sind die Flughäfen von St. Gallen-Altenrhein und Friedrichshafen (Deutschland).
Der Kanton ist durch zwei Autobahnen (A1 und A7) sowie zwei Schnellzugsachsen (Zürich–Konstanz/Romanshorn und Zürich–St. Gallen) mit den Zentren in der Schweiz und des nahen Auslands (Deutschland und Österreich) verbunden.
Die Verbindungen zu den Nachbarregionen sowie die innerkantonalen Verbindungen werden durch ein gut ausgebautes Kantons- und Gemeindestrassennetz sowie durch eine Vielzahl von regionalen Bahn- und Buslinien gewährleistet. Der öffentliche Verkehr ist in den vergangenen Jahren sukzessive ausgebaut worden. Im Jahr 2009 sind für alle öffentliche Verkehrsmittel (Bahn- und Buslinien, Ortsverkehr und Schifffahrtslinien) rund 12,5 Millionen Kilometer an Leistung geplant. Im Jahr 2008 beförderten sie über 32 Millionen Passagiere. Dies sind beinahe elf Millionen Personen mehr als im Jahr 2000.
Im Jahr 2023 lag der Motorisierungsgrad (Personenkraftwagen pro 1'000 Einwohner) bei 631.

## Bildung

### Schulen und Hochschule

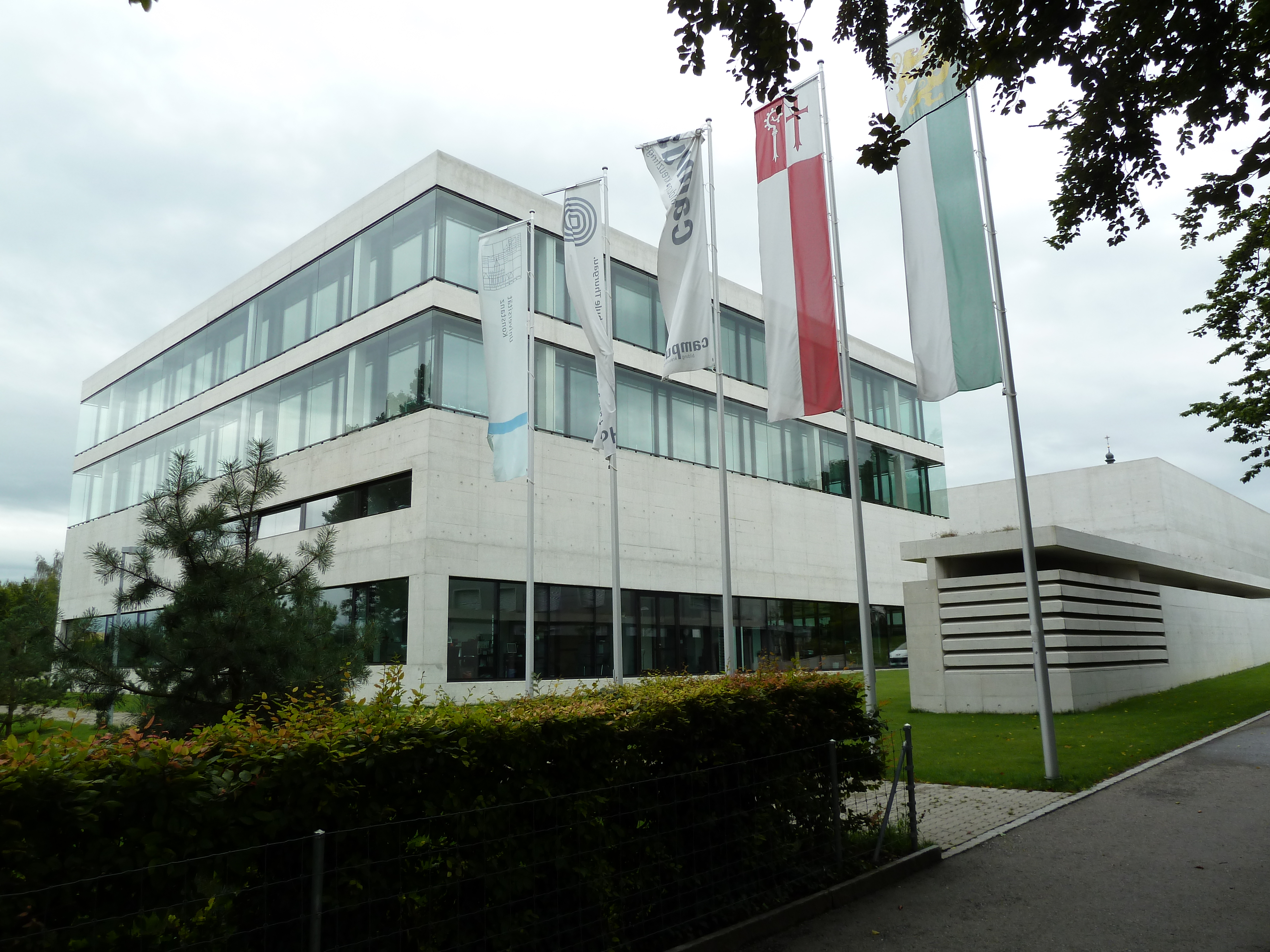
Pädagogische Hochschule Thurgau in Kreuzlingen

Das schulische Angebot umfasst zunächst Kindergärten, Primarschulen und Sekundarschulen in 60 Schulgemeinden des Kantons Thurgau. Diese sind dem kantonalen Amt für Volksschule unterstellt.
Ein Gymnasiumsabschluss (Matura) kann an den Kantonsschulen Frauenfeld, Kreuzlingen und Romanshorn sowie an der Pädagogischen Maturitätsschule Kreuzlingen abgelegt werden. Dank eines Abkommens mit dem Kanton St. Gallen besuchen die Thurgauer Schülerinnen und Schüler die Kantonsschule Wil zu gleichen Bedingungen wie jene aus St. Gallen. Die Kantonsschulen Frauenfeld und Romanshorn bieten eine Fachmittelschule mit Fachmatura an. Ausserdem unterhält die Kantonsschule Frauenfeld eine Handelsmittelschule und eine Informatikmittelschule, beide mit Berufsmaturität. Ein überkantonales Angebot stellt die Thurgauisch-Schaffhauserische Maturitätsschule für Erwachsene dar.
Die Pädagogische Hochschule Thurgau (PHTG) mit Sitz in Kreuzlingen wurde 2003 gegründet. Sie ist eine Einrichtung auf Tertiärstufe und dient der Aus- und Weiterbildung von Lehrpersonen auf Vorschulstufe, Primarschulstufe, Sekundarstufe I, Sekundarstufe II sowie, in Form eines Masterstudiengangs, Frühe Kindheit. Kooperationspartner ist dabei die Universität Konstanz. Daneben bietet die Pädagogische Hochschule Thurgau Studiengänge und Kurse in der Weiterbildung tätig. Sie betreibt Forschung und unterhält ein Medien- und Didaktikzentrum mit dem Schwerpunkt Dienstleistungen für Lehrpersonen und Studierende.

### Bibliotheken

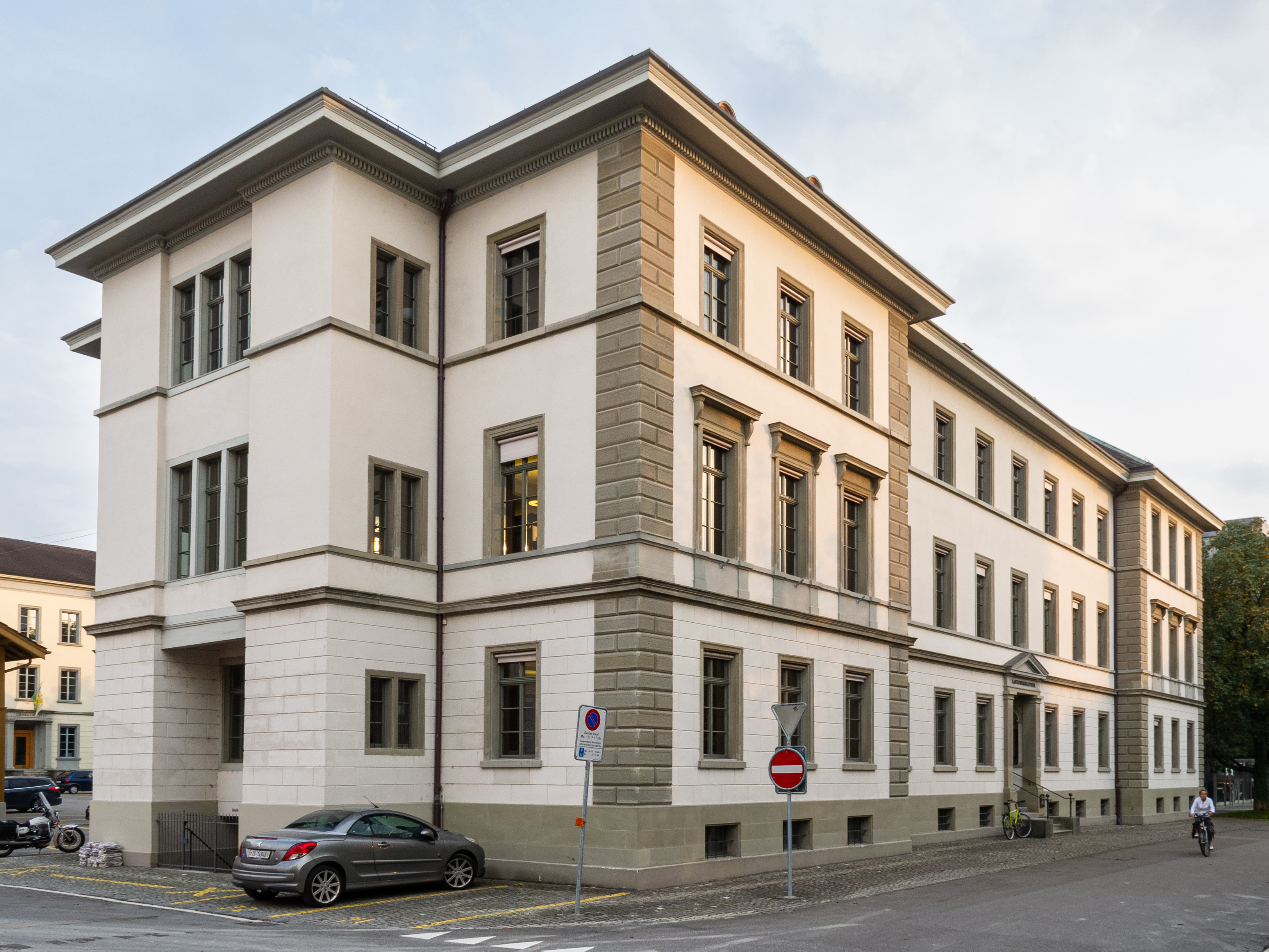
Kantonsbibliothek Thurgau

Orte der Vermittlung von Wissen sowie der Begegnung unterschiedlicher Menschen und Gruppen sind die Thurgauer Bibliotheken: die Kantonsbibliothek Thurgau, die Campus-Bibliothek der Pädagogischen Hochschule, die Bibliotheken der Berufsinformationszentren in Amriswil, Frauenfeld und Kreuzlingen, je 22 Gemeinde- sowie Fach- und Spezialbibliotheken und ein vielseitiges Angebot an Schulmediotheken. Ihr Dienstleistungsangebot wird durch institutionenübergreifende Zugänge wie etwa die Digitale Bibliothek Ostschweiz ergänzt.

### Kantonale Museen

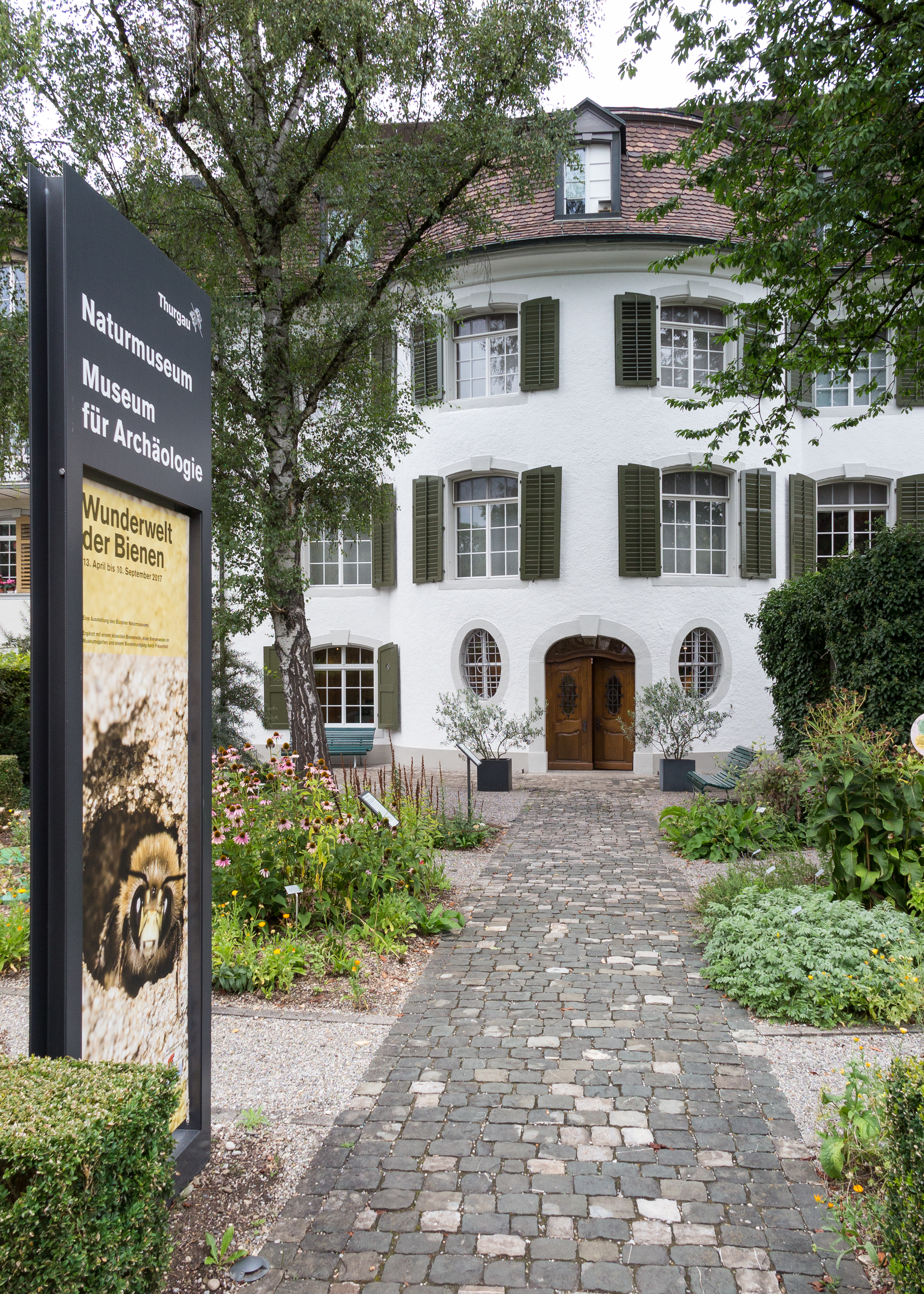
Naturmuseum und Museum für Archäologie in Frauenfeld

Auf die Auseinandersetzung mit der Thurgauer Kulturgeschichte, die Kenntnis der Natur und ihrer Zusammenhänge sowie die Begegnung mit zeitgenössischer Kunst sind die kantonalen Museen ausgerichtet, so das Napoleonmuseum Schloss und Park Arenenberg, das Kunstmuseum Thurgau, das Ittinger Museum, das Historische Museum Thurgau im Schloss Frauenfeld, das Naturmuseum Thurgau sowie das Museum für Archäologie, beide in Frauenfeld.

### Netzwerk für Wissenschaft und Forschung
Thurgau Wissenschaft ist ein Netzwerk für Wissenschaft und Forschung im Kanton Thurgau. Partner sind: das kantonale Amt für Archäologie, das Bildungs- und Beratungszentrum Arenenberg, das Biotechnologische Institut Thurgau, die Dienststelle für Statistik, das Institut für Werkstoffsystemtechnik Thurgau, die Kantonsbibliothek Thurgau, das Napoleonmuseum Thurgau, die Pädagogische Hochschule Thurgau, das Thurgauer Wirtschaftsinstitut, die Thurgauer Naturforschende Gesellschaft. Das Netzwerk führt eine eigene Webseite und einen Newsletter über seine Aktivitäten.

## Prähistorie
Mehrere Seeufersiedlungen des Kantons Thurgau, wie Arbon-Bleiche 2–3, Gachnang-Niederwil oder Steckborn-Schanz, gehören mit anderen prähistorischen Pfahlbauten um die Alpen seit 2011 zum UNESCO-Weltkulturerbe. Dank der guten Erhaltung im Feuchtboden liefern sie einzigartige Einblicke ins Neolithikum, in die Bronzezeit und an einzelnen Stationen auch in die frühe Eisenzeit. Die Höhensiedlung Toos-Waldi war wohl in der Bronzezeit ein Sitz der Elite, sie bietet frühe Belege für Reitpferde im Alpenraum.

## Geschichte
Der frühmittelalterliche Thurgau war ein Pagus (Gau) des Herzogtums Alemannien (Schwaben).
Eine Landgrafschaft Thurgau mit der ungefähren Ausdehnung des modernen Kantons Thurgau bestand seit dem 13. Jahrhundert bis 1798. Im frühen 15. Jahrhundert fielen Teile davon an die Alte Eidgenossenschaft, nach 1460 war die ganze Landgrafschaft eine gemeine Herrschaft der Eidgenossenschaft.
1798 wurde die Landgrafschaft als Kanton Thurgau Teil der Helvetischen Republik und mit der Mediationsverfassung von 1803 zu einem gleichberechtigten Kanton der Schweiz.
Nach dem Sturz der Bourbonen in der Julirevolution von 1830 in Frankreich wurde unter der Führung des Pfarrers Thomas Bornhauser durch eine neue Kantonsverfassung (1831) innert der schweizerischen Kantone ein Anfang hin zur Demokratisierung unternommen.

## Ortschaften
Nachfolgend aufgelistet sind die zehn grössten politischen Gemeinden per 31. Dezember 2023:
| Politische Gemeinde | Einwohner |
| ------------------- | --------- |
| Frauenfeld          | 26'747    |
| Kreuzlingen         | 23'241    |
| Arbon               | 15'853    |
| Amriswil            | 14'643    |
| Weinfelden          | 12'233    |
| Romanshorn          | 11'728    |
| Aadorf              | 09485     |
| Sirnach             | 08133     |
| Bischofszell        | 06298     |
| Münchwilen          | 05908     |

## «Mostindien»

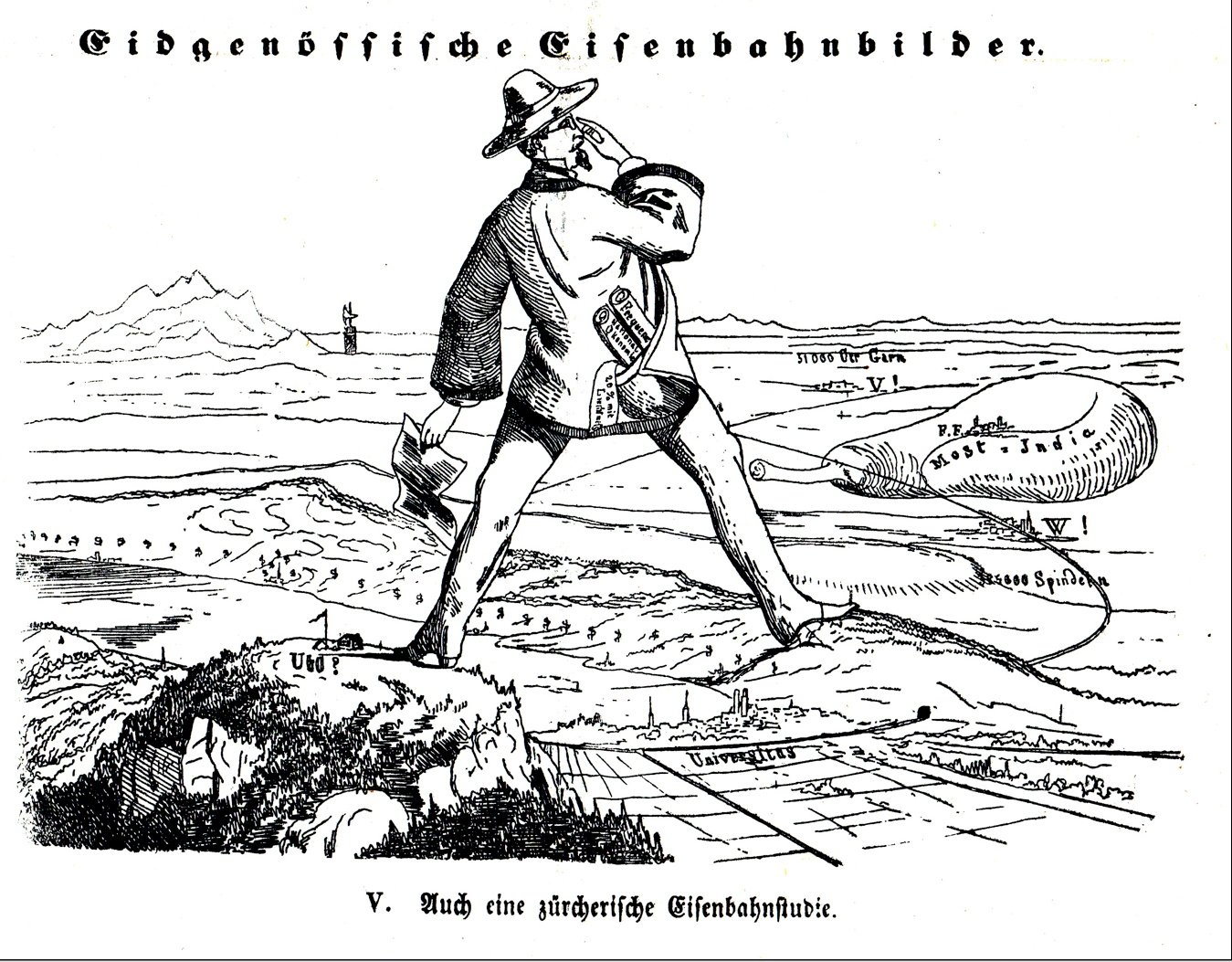
Karikatur von Heinrich Jenny aus dem «Postheiri» No. 9 (1853) 5, S. 19.

In der Schweiz heisst der Kanton Thurgau scherzhaft auch «Mostindien». Geschaffen wurde der Begriff von der Redaktion der humoristischen Zeitschrift Der Postheiri, die 1845–1875 von Alfred Hartmann in Solothurn herausgegeben wurde. In diesem Blatt wurde der in Form einer Mostbirne gezeichnete Thurgau erstmals 1853 mit «Most-India» beschriftet. Das Bestimmungswort «Most-» ist eine Verballhornung von «Ost» und verquickt die östliche Lage des Thurgaus mit dem im Thurgau bedeutsamen Obstbau beziehungsweise dem einst berühmten Thurgauer Birnenmost; der Gesamtname «Mostindien» ist ein sinnfreies Wortspiel mit Ostindien, einem damals bekannten geographischen Raum, der als Gegensatz zum karibischen Westindien das heutige Südasien und Südostasien bezeichnete. Schon 1849 war im Postheiri von der «Mostschweiz» (in Anlehnung an Ostschweiz) die Rede, und 1854 folgten das «Mostindische Meer» (an Ostindisches Meer anklingend) und die «Mostsee» (an Ostsee anklingend), beide für den Bodensee. Das Grundwort «-Indien» hat somit nichts mit Indien zu tun; auch andere Wortschöpfungen des Postheiris wie «Honolulu» für Solothurn (daher die heutige Narrenzunft Honolulu), «Mesopotamien» beziehungsweise «Mutzopotamien» für Bern und «Persepolis» für Zürich spielen nur formal auf die namengebenden realen Örtlichkeiten an.

## Thurgauerlied
Die Hymne des Kantons ist das Thurgauerlied O Thurgau du Heimat. Die Melodie stammt von Johannes Wepf, der Text von Johann Ulrich Bornhauser.